# Ivan Frias
Pour les articles homonymes, voir Frias (homonymie).
Ivan Frias est un médecin, un philosophe et écrivain brésilien, né à Rio de Janeiro en 1951. Il a été parmi les derniers à pouvoir suivre les cours de  José Américo Pessanha. Ses travaux portent sur les relations entre les maladies du corps et les maladies de l’âme envisagées à partir des textes de la Grèce ancienne. Il est par ailleurs le traducteur au Brésil des recherches du philologue Jackie Pigeaud.

## Repères bibliographiques

### En français
Livres
- Soigner et penser au Brésil (avec Jean-Luc Pouliquen), collection Questions contemporaines, L'Harmattan,  (ISBN 978-2-296-08559-6), 2009.
- Autour de la poésie : 30 questions d'un philosophe à un poète[2], (avec Jean-Luc Pouliquen, préface de Mirian de Carvalho), IP,  (ISBN 979-8832390246), 2022.

Article
- Brasileirinho, un film musical à l'accent carioca, revue Incognita, n°4,  (ISBN 978-2-84273-662-0), Nantes, 2009.

### En portugais
Philosophie
(Livres)
- Platão, leitor de Hipócrates, préface de Marly Bulcão, éditions UEL, Londrina, 2001.
- Doença do corpo, doença da alma[3], éditions PUC-Rio/Loyola, 2005.

(Études)
- A Conceituaçao da Saude e Doença en sua Relaçao com a Natureza e a Cultura no Tratado Hipocratico Ares, Agua, Lugares, chapitre 18 de Natureza, Cultura e Meio Ambiente, Alinea Editora,  (ISBN 978-85-75161-39-5), 2006, pp 167-173.

Littérature
- A Estética de Proust, prolegômenos à construção do romance, in Perspectivas Filosóficas de Expressão Francesa, éditions Booklink, Rio de janeiro,  (ISBN 978-85-7729-023-9), 2007.
- Rosa negra, Rubai, O poeta da mansarda, (poèmes), in Antologia em Verso e Prosa 8 - Oficina literaria Ivan Proença, Oficina do Livro,  (ISBN 978-85-88506-13-8), Rio de Janeiro, 2008.
- Bem viver, Dito, não dito, Deserto oceano, Em Terras do Pau-Brasil, Soneto dos Filhos do Homem (poèmes) ainsi que Penha (chronique) in Retratos, Litteris Editora, Rio de Janeiro, 2009.
- Suburbanas Memórias[4], Editora Fraiha, (ISBN 978-85-85989-29-3), Rio de Janeiro, 2019.
- A Dama Branca, Clube de Autores,  (ISBN 978-6500386356), 2022.
- Agudas & Crônicas,  (ISBN 978-65-00-53209-8), Rio de Janeiro, 2022
- Sobre a poesia: 30 questões de um filósofo a um poeta,(avec Jean-Luc Pouliquen, postface de Mirian de Carvalho), IP, (ISBN 979-8372698710), 2023.

### Traduction du français au portugais
- Metáfora e Melancolia: Ensaios Médico-Filosóficos[5], de Jackie Pigeaud, Editions controponto, Rio de Janeiro, 2009.